# Río Rudrón
El río Rudrón es un afluente del río Ebro en su curso alto. Nace en El Tozo, en un paraje conocido como Fuente Abar. Tal fuente es el referente para el pueblo donde nace: San Mamés de Abar. Ha generado el Valle del Rudrón que desemboca en el Ebro cerca de Valdelateja.

## Recorrido

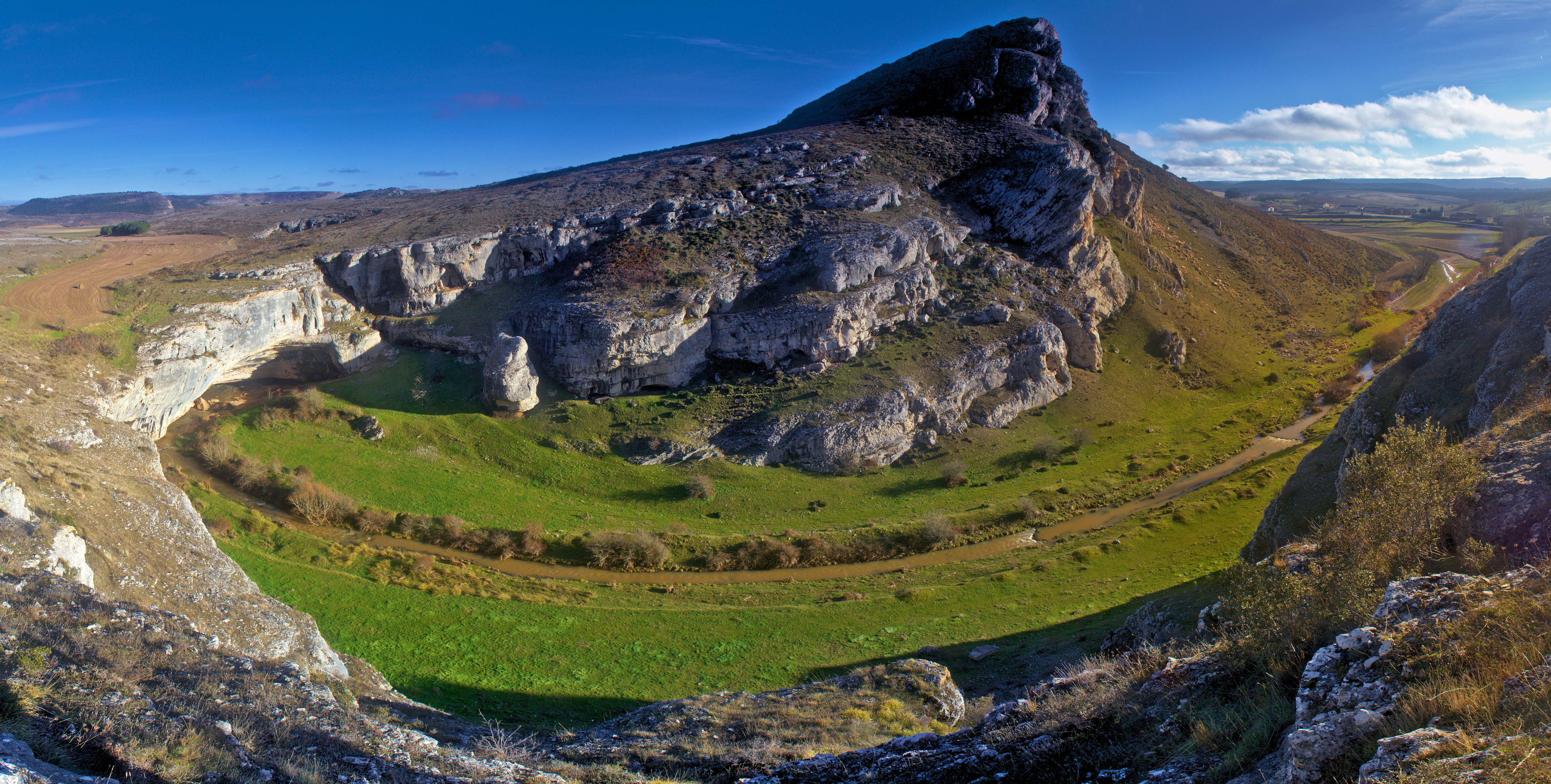
Cueva del Agua. En la imagen se ve al río Hurón, que se mueve en dirección derecha a izquierda, horadando el sistema kárstico que se observa a la izquierda. El río sale por la zona situada al fondo e izquierda de la imagen ya con el nombre de río Rudrón.

Desde su nacimiento hasta pasar Basconcillos del Tozo fluyen a él diversas fuentes y arroyos de esta comarca como el Munilla.
En Basconcillos ha originado un sumidero y se convierte en río subterráneo durante cerca de cuatro kilómetros. Vuelve a aparecer en Barrio Panizares y donde continúa el recorrido en superficie que ya no abandona hasta la desembocadura. Después pasa por Hoyos del Tozo. Desde este pueblo ha generado un cauce muy estrecho lo que ha permitido el desarrollo de un biotopo muy diferente del páramo que le rodea. Sigue por Moradillo del Castillo, Santa Coloma del Rudrón, Bañuelos del Rudrón, Tablada del Rudrón, Tubilla del Agua, Covanera, San Felices del Rudrón y Valdelateja.
Desde Tubilla del Agua sigue la dirección norte que continúa hasta que llega al Ebro. La carretera de Santander   N-623  va paralela al río en este tramo de su recorrido.
Desde San Felices del Rudrón hasta Valdelateja vuelve a originar otro cauce muy estrecho como ya hizo en la cañada entre Hoyos del Tozo y Moradillo del Castillo.

## Afluentes
- Río Moradillo. Nace en Loma. Recoge fuentes y arroyos de Villalta, Quintanaloma, Masa y Mozuelos de Sedano, todos ellos en el Páramo de Masa.

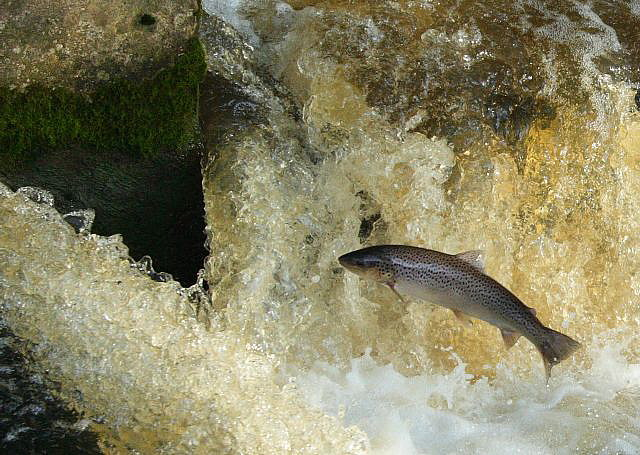
Trucha. En el Valle del Rudrón alcanzaban varios kilos cuando había cangrejos.

- Pozo Azul.[3] En realidad el afluente se llama río Las Pisas, pero es más conocido su nacimiento. Tal singularidad ha adquirido renombre internacional para espeleobuceadores y todos los interesados por estos temas al haber generado diversos sifones[4] y con un recorrido interior de más de 12 kilómetros.[5]

- Hay otros arroyos, fuentes, manantiales de menor entidad pero que también contribuyen a incrementar el caudal de tal río.

## Cañada del Rudrón
Entre los pueblos de Hoyos del Tozo y Moradillo del Castillo, donde conforma una larga y serpenteante hoz que ha horadado el río para atravesar las parameras de La Lora, dejando al descubierto las capas sedimentarias que conforman tal páramo. Se ha convertido en un refugio tanto de fauna, águila real y perdicera, como de flora.

### Vegetación
Predominio de pastizales de ladera, matorral boscoso de transición, vegetación mediterránea y algunos retazos de tierra de secano, bosque mixto, pinaráceas, matorrales templados oceánicos y frutales.

## Hidrónimo
La denominación provendría de Rio-Urón. Según unos, "hurón" ya que por debajo de la Lora se escurre en su "huronera" (?) buscando la Ribera del Ebro por Tubilla, valle abajo; se esconde en cueva y salta en cascada. Según otros, Ur-on, agua-buena, en iberovasco, sería la explicación lógica para este hidrónimo, pues convendría tanto con la abundancia de topónimos iberovascos de la región (Fuente Abar, donde nace el río, sin ir más lejos, es Fuente Borbotón, traduciendo de nuevo desde el vasco-ibérico, lo cual igualmente concuerda con la forma en que mana la fuente natural en cuestión), como con las características de pureza del agua de este río. El nacimiento del Rudrón en San Mamés de Abar (San Mamés del Borbotón), está junto al pueblo de Basconcillos del Tozo, del cual es pedanía San Mamés de Abar. El topónimo "Basconcillos" aclara cualquier duda acerca de la identidad vascuence, ibérica al fin y al cabo, de los pobladores del lugar, reforzando aún más la explicación de que "Rudrón" es "Río de agua buena".
(I) "... In vniuersam Hispaniã M. Varro peruenisse Iberos & Persas, & Phoenicas, Celtasq, Poenos tradit...". 
"... M. Varro refiere que a toda España llegaron iberos, persas, fenicios, celtas y púnicos...".
El diccionario inglés-persa recoge las siguientes referencias (... caracteres persas; — River): "River, ... [*]rúd [río]". "Bed of   a —, ... [*]  rúd-bár [lecho de río]. Curiosamente la población San Mamés de Abar toma el nombre de  la fuente de dicho río, y en griego  [*] mammos, μάμμος comadrón, partero.(II)
De (I) a (II) ensayo Vástagos de Hércules I (pendiente de edición).